# Noord-Holland
Noord-Holland (svenska: Nordholland) är en provins i nordvästra Nederländerna. Provinsens huvudstad är Haarlem, men provinsens största stad är landets huvudstad Amsterdam. Provinsen har cirka 2 803 150 invånare (2016).

## Geografi
I södra delen av provinsen finns det många städer (Amsterdam, Haarlem, Zaandam och Hilversum). I norra delen finns det förutom några städer (Alkmaar, Hoorn, Den Helder) också mycket landsbygd. Det finns också en stor ö, Texel. Noord-Holland har hela 256 kilometer kust med många stränder och dyner, eftersom provinsen omges av vatten på tre sidor: Nordsjön, Vadehavet och IJsselmeer. 
Noord-Holland gränsar i söder till Zuid-Holland och Utrecht. Dammbyggnaderna Afsluitdijk och Houtribdijk förbinder provinsen med Friesland och Flevoland. 

## Kommuner
Noord-Holland består av 47 kommuner (gemeenten):

- Aalsmeer
- Alkmaar
- Amstelveen
- Amsterdam
- Beemster
- Bergen
- Beverwijk
- Blaricum
- Bloemendaal
- Castricum
- Den Helder
- Diemen
- Drechterland
- Edam-Volendam
- Enkhuizen
- Gooise Meren
- Haarlem
- Haarlemmermeer
- Heemskerk
- Heemstede
- Heerhugowaard
- Heiloo
- Hilversum
- Hollands Kroon
- Hoorn
- Huizen
- Koggenland
- Landsmeer
- Langedijk
- Laren
- Medemblik
- Oostzaan
- Opmeer
- Ouder-Amstel
- Purmerend
- Schagen
- Stede Broec
- Texel
- Uitgeest
- Uithoorn
- Velsen
- Waterland
- Weesp
- Wijdemeren
- Wormerland
- Zaanstad
- Zandvoort